# Cœur aimable
Pour plus de détails, voir Fiche technique et Distribution.
Cœur aimable (慈悲心鳥, Jihi shinchō) est un film japonais muet en noir et blanc, réalisé par Kenji Mizoguchi et sorti en 1927. Il est actuellement considéré comme perdu, seul subsiste un fragment de deux minutes conservé au NFAJ.

## Synopsis
Shizuko hésite entre deux prétendants. Alors que celui qu'elle épouse se suicide à la suite d'un scandale, l'autre refuse de se marier par amour pour elle.

## Fiche technique
- Titre français : Cœur aimable[1]
- Titre original : 慈悲心鳥 (Jihi shinchō?)[2]
- Réalisation : Kenji Mizoguchi
- Scénario : Shuichi Hatamoto, d'après le roman homonyme en treize tomes de Kan Kikuchi[3]
- Photographie : Tatsuyuki Yokota
- Sociétés de production : Nikkatsu
- Pays d'origine :  Empire du Japon
- Format : noir et blanc — 1,37:1 — 35 mm — muet
- Genres : drame ; mélodrame
- Durée :
  - version originale : 128 minutes (métrage : 13 bobines - 3 499 m[4])
  - fragment existant : 2 minutes[5]
- Date de sortie :
  - Empire du Japon : 15 septembre 1927[4]

## Distribution

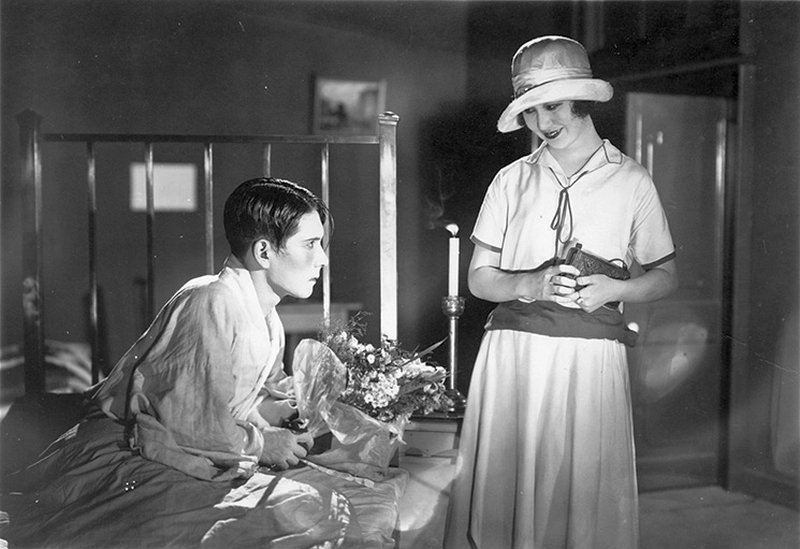
Scène du film avec Eiji Nakano et Mitsuyo Hara.

- Tokihiko Okada : Shunsuke Shinohara
- Eiji Nakano : Ryutaro Kawai
- Shizue Natsukawa : Michiko Mori
- Eiji Takagi : Okazaki
- Kaichi Yamamoto (ja) : M. Komai
- Namiko Tsukiji : la seconde épouse de Komai
- Mitsuyo Hara : Shizuko Komai
- Kimiko Maki : la tante de Shizuko

## Autour du film
La revue Kinema Junpō place Cœur aimable au septième rang de son classement des dix meilleurs films japonais de l'année 1927. Cette année-la, ce sont les deux premiers volets de la trilogie Le Journal de voyage de Chuji de Daisuke Ito qui arrivent en tête de ce classement.